# Sanscharowka
Sanscharowka (baschkirisch Санжарозка, russisch Санжаровка) ist ein Dorf (derewnja) in Baschkortostan (Russland) mit 159 Einwohnern (Stand 2010). Es liegt im Alkinski selsowet.

## Geographie
Der Ort liegt im Tschischminski rajon, 7 Kilometer vom Verwaltungssitz des Rajons, Tschischmy, entfernt. Das Verwaltungszentrum des Selsowets, Usytamak, liegt in 8 Kilometern Abstand von Sanscharowka. Sawodjanka ist die nächstgelegene Ortschaft.

## Bevölkerung
Im Jahr 2010 lebten 159 Menschen im Dorf, die meisten davon Russen (46 %) und Ukrainer (42 %).
| Jahr | Einwohner |
| ---- | --------- |
| 2002 | 149       |
| 2009 | 187       |
| 2010 | 159       |